# С пълна газ
„С пълна газ“ (на английски: Rush) е биографичен спортен драматичен филм от 2013 г. на режисьора Рон Хауърд за съперничеството между Джеймс Хънт и Ники Лауда по време на Световния шампионат на Формула 1 през 1976 г.

## Сюжет
Внимание:  Текстът по-долу разкрива сюжета на произведението (или части от него)!
Във филма се разказва за противопоставянето между двамата състезатели от Формула 1 – австриеца Ники Лауда и британеца Джеймс Хънт. В центъра на сюжета е сезон 1976 във Формула 1. Световния шампион от 1975 г. Ники Лауда в началото на новия сезон, се смята за абсолютен фаворит за титлата, особено след преминаването на Емерсон Фитипалди от Макларън във Фитипалди. На мястото на Фитипалди, от Макларън канят младия и перспективен британец Джеймс Хънт. През голяма част от сезона, Лауда води в класирането, но всичко се променя, когато на 1 август 1976 г., на пистата Нюрбургринг, Лауда катастрофира тежко и е аут за един месец. Въпреки изгарянията на главата, Лауда се връща на пистата, и отново влиза в спора за титлата. Съдбата на шампионата се решава в последното състезание за сезона – Гран При на Япония. Преди началото на състезанието, вали изключително силен дъжд, съчетан с мъгла. Ники Лауда се отказва след втората обиколка, заради лошата видимост и силния дъжд. Хънт е на първо място в състезанието до 61 обиколка, но след това Джеймс Хънт е принуден да отиде в бокса, където се забавят и минават 5 обиколки. Когато се завръща на пистата, Хънт вече е пети в класирането, което директно носи световната титла на Лауда. Джеймс Хънт изпреварва Алан Джонс и Клей Регацони и завършва на трето място състезанието. В крайното класиране за годината, Хънт изпреварва с една точка Лауда. След спечелването на световната титла, Хънт започва да отделя цялото си време, за посещения в стриптийз клубове, в употреба на наркотици и алкохол, и в компанията на различни жени. Хънт обяснява тези свой постъпки, с тезата си, че в живота трябва да има забавления. Ники Лауда започва да се увлича от авиацията. В края на филма се разказва за съдбата на героите: Хънт се отказва от Формула 1, и става телевизионен водещ, а Лауда отново е световен шампион. През 1993 г. Джеймс Хънт умира от инфаркт на 45 години.

## Актьорски състав
- Крис Хемсуърт – Джеймс Хънт
- Даниел Брюл – Ники Лауда
- Оливия Уайлд – Сюзи Милър
- Александра Мария Лара – Марлен Кнаус
- Пиерфранческо Фавино – Клей Регацони
- Йохен Мас – играе себе си
- Дейвид Калдър – Луис Стенли
- Натали Дормер – сестра Джема
- Стивън Манган – Алистър Колдуел
- Кристиан МкКей – Лорд Хескет
- Алистър Петри – Стърлинг Мос
- Колин Стинтън – Теди Майер
- Джулиан Ринд Тут – Антъни Хорсли
- Аугусто Далара – Енцо Ферари
- Жозефин де Ла Баум – Анес Боне

## Награди и номинации
| Категория                              | Номиниран(и)                           | Резултат                               |
| Награда на БАФТА (16 февруари 2014 г.) | Награда на БАФТА (16 февруари 2014 г.) | Награда на БАФТА (16 февруари 2014 г.) |
| -------------------------------------- | -------------------------------------- | -------------------------------------- |
| Най-добър филмов монтаж                | Най-добър филмов монтаж                | награда                                |
| Най-добър британски филм               | Най-добър британски филм               | номинация                              |
| Най-добър звук                         | Най-добър звук                         | номинация                              |
| Най-добър актьор в поддържаща роля     | Даниел Брюл                            | номинация                              |
| Златен глобус (12 януари 2014 г.)      |                                        |                                        |
| Най-добър филм – драма                 | Най-добър филм – драма                 | номинация                              |
| Най-добър актьор в поддържаща роля     | Даниел Брюл                            | номинация                              |
| Сателит (23 февруари 2014 г.)          |                                        |                                        |
| Най-добър филмов монтаж                | Най-добър филмов монтаж                | номинация                              |
| Най-добри визуални ефекти              | Най-добри визуални ефекти              | номинация                              |
| Най-добри декори                       | Най-добри декори                       | номинация                              |
| Най-добър дизайн на костюми            | Най-добър дизайн на костюми            | номинация                              |
| Най-добър звук                         | Най-добър звук                         | номинация                              |
| Най-добър режисьор                     | Рон Хауърд                             | номинация                              |
| Най-добра кинематография               | Антъни Дод Мантъл                      | номинация                              |
| Сатурн (26 юни 2014 г.)                |                                        |                                        |
| Най-добър екшън или приключенски филм  | Най-добър екшън или приключенски филм  | номинация                              |
| Най-добър монтаж                       | Най-добър монтаж                       | номинация                              |
| Най-добър грим                         | Най-добър грим                         | номинация                              |
| Най-добър актьор в поддържаща роля     | Даниел Брюл                            | номинация                              |
| Емпайър (30 март 2014 г.)              |                                        |                                        |
| Най-добър британски филм               | Най-добър британски филм               | номинация                              |
| Най-добър актьор в поддържаща роля     | Даниел Брюл                            | номинация                              |